# 신상철 (1924년)
신상철(申尙澈, 1924년 7월 9일 ~ 2005년 9월 18일)은 대한민국의 군인, 외교관, 정치인이다.

## 생애
1924년 충남 공주 출신으로, 본관은 평산이다. 일제시대 말인 1943년에 경성고등보통학교를 졸업하고 일본육군사관학교를 제58기로 졸업했다. 1945년 5월에 임관하여 약 3개월 동안 일본군 항공대 소위로 복무하다가 태평양 전쟁 종전을 맞았다. 정래혁, 안광수와 일본육사 동기이다.
미군정 하에서 창설된 대한민국 국군에 참여하여 대한민국 육군의 육군헌병사령관을 맡았다. 1948년에 여순 14연대 반란사건이 일어났을 때 육군헌병사령관으로 반란 사건 처리를 담당했고, 이후 남조선로동당 계열의 장교를 숙청하는 숙군 작업에 참여했다. 이후 제6사단장과 제7사단장을 지냈다.
한국 전쟁 중인 1950년 10월에 백선엽의 제1사단과 신상철의 제7사단 산하 8연대가 동시에 평양을 점령하였다. 당시 계급은 육군 준장이었다. 1953년부터는 공군사관학교 교장을 맡기도 했다.
5·16 군사정변 후 외교관으로 등용되어 1962년부터 베트남 주재 특명전권대사를 역임했다. 박정희가 1965년에 월남파병을 성사시켰을 때 주월대사였다.
베트남에서 8년 이상 근무한 끝에 1970년에는 대한민국 체신부의 장관에 임명되었고, 10월 유신 당시 비상국무회의에 참여했다. 1973년에 장관직에서 물러난 뒤 에스파냐 주재 대사를 거쳐 유신정우회 소속으로 국회의원을 지냈다. 말년에는 자유민주연합 고문을 맡았다.

## 역대 선거 결과
| 실시년도 | 선거 | 대수 | 직책     | 선거구           | 정당       | 득표수 | 득표율      | 순위 | 당락 | 비고 |
| -------- | ---- | ---- | -------- | ---------------- | ---------- | ------ | ----------- | ---- | ---- | ---- |
| 1978년   | 총선 | 10대 | 국회의원 | 통일주체국민회의 | 유신정우회 |        | \| \| 0% \| | 지명 |      | 초선 |
|          | 0%   |      |          |                  |            |        |             |      |      |      |

## 같이 보기
- 일본육군사관학교
- 여순 14연대 반란사건
- 공군사관학교
- 베트남 전쟁